# 美因河畔霍赫施塔特
美因河畔霍赫施塔特是德国巴伐利亚州的一个市镇。总面积13.78平方公里，总人口1683人，其中男性816人，女性867人（2011年12月31日），人口密度122人/平方公里。